# Mistrzostwa Europy w Strzelectwie 1955
Mistrzostwa Europy w Strzelectwie 1955 – pierwsza edycja mistrzostw Europy w strzelectwie; rozegrano je w rumuńskim Bukareszcie.
W programie zawodów pojawiło się ponad 40 konkurencji (zapewne 46), w tym 30 dla mężczyzn, 8 dla kobiet i kilka dla juniorów (prawdopodobnie 8). Indywidualnie najwięcej medali zdobyli dwaj radzieccy strzelcy – Wasilij Borisow i Anatolij Bogdanow (10). Wśród kobiet najlepsza pod tym względem była ich rodaczka Tamara Łomowa (7). W klasyfikacji medalowej wyraźnie zwyciężyła reprezentacja ZSRR, która zdobyła około połowy wszystkich medali, jakie można było osiągnąć na tym czempionacie. 
Reprezentanci Polski wywalczyli jeden brązowy medal, był to pierwszy od 17 lat medal reprezentantów Polski na mistrzostwach Europy, mistrzostwach świata bądź igrzyskach olimpijskich.

## Klasyfikacja medalowa
W tabeli medalowej nie uwzględniono wyników z konkurencji juniorskich, gdyż rezultaty z tamtejszych konkurencji drużynowych są niepełne.
     Gospodarze mistrzostw
| Pozycja | Kraj       | Złoto | Srebro | Brąz | Łącznie |
| ------- | ---------- | ----- | ------ | ---- | ------- |
| 1       | ZSRR       | 27    | 16     | 16   | 59      |
| 2       | Szwajcaria | 3     | 3      | 3    | 9       |
| 3       | Dania      | 2     | 2      | 0    | 4       |
| 4       | Norwegia   | 2     | 0      | 0    | 2       |
| 5       | Szwecja    | 1     | 6      | 8    | 15      |
| 6       | Rumunia    | 1     | 5      | 1    | 7       |
| 7       | Finlandia  | 1     | 3      | 2    | 6       |
| 8       | Węgry      | 1     | 2      | 5    | 8       |
| 9       | Bułgaria   | 0     | 1      | 1    | 2       |
| 10      | Jugosławia | 0     | 0      | 1    | 1       |
| 10      | Polska     | 0     | 0      | 1    | 1       |

## Wyniki

### Mężczyźni
| Konkurencja                                                 | Złoto                                                                                         | Wynik     | Srebro                                                                                     | Wynik     | Brąz                                                                              | Wynik     |
| Strzelanie z karabinu                                       |                                                                                               |           |                                                                                            |           |                                                                                   |           |
| Karabin małokalibrowy leżąc, 50 i 100 jardów                | Erling Kongshaug                                                                              | 600 pkt.  | Jussi Nordqvist                                                                            | 599 pkt.  | Agne Wiberg                                                                       | 599 pkt.  |
| Karabin małokalibrowy leżąc, 50 i 100 jardów, drużynowo     | Norwegia Ivar Ås Mauritz Amundsen Willy Knudsen Erling Kongshaug                              |           | Szwecja Uno Berg Anders Kvissberg Olle Ohlsson Agne Wiberg                                 |           | ZSRR Wasilij Borisow Mojsiej Itkis Boris Pierebierin Piotr Tocziłow               |           |
| Karabin małokalibrowy, trzy postawy, 50 m                   | Ole Hviid Jensen                                                                              | 1176 pkt. | Mojsiej Itkis                                                                              | 1174 pkt. | Wasilij Borisow                                                                   | 1173 pkt. |
| Karabin małokalibrowy, trzy postawy, 50 m, drużynowo        | ZSRR Anatolij Bogdanow Wasilij Borisow Mojsiej Itkis Boris Pierebierin Pawieł Pieremotin      |           | Szwecja Uno Berg Holger Erbén Anders Kvissberg Johan Sundberg Agne Wiberg                  |           | Szwajcaria Robert Bürchler Ernst Huber August Hollenstein Ernst Schmid Erwin Vogt |           |
| Karabin małokalibrowy leżąc, 50 m                           | Anders Kvissberg                                                                              | 400 pkt.  | Boris Pierebierin                                                                          | 400 pkt.  | Wasilij Gołowin                                                                   | 400 pkt.  |
| Karabin małokalibrowy leżąc, 50 m, drużynowo                | ZSRR Anatolij Bogdanow Wasilij Borisow Mojsiej Itkis Boris Pierebierin Pawieł Pieremotin      |           | Szwecja Uno Berg Holger Erbén Anders Kvissberg Gunnar Wahlo Agne Wiberg                    |           | Jugosławia Krešimir Anić Josip Ćuk Bogdan Jež Zlatko Mašek Ljubiša Petrović       |           |
| Karabin małokalibrowy klęcząc, 50 m                         | Ole Hviid Jensen                                                                              | 396 pkt.  | Anatolij Bogdanow                                                                          | 394 pkt.  | Grigorij Łuzin                                                                    | 394 pkt.  |
| Karabin małokalibrowy klęcząc, 50 m, drużynowo              | ZSRR Anatolij Bogdanow Wasilij Borisow Mojsiej Itkis Grigorij Łuzin Pawieł Pieremotin         |           | Szwajcaria Robert Bürchler August Hollenstein Ernst Huber Fritz Liechti Erwin Vogt         |           | Szwecja Holger Erbén Walther Fröstell Anders Kvissberg Johan Sundberg Agne Wiberg |           |
| Karabin małokalibrowy stojąc, 50 m                          | Mojsiej Itkis                                                                                 | 384 pkt.  | Ole Hviid Jensen                                                                           | 384 pkt.  | Kurt Müller                                                                       | 382 pkt.  |
| Karabin małokalibrowy stojąc, 50 m, drużynowo               | ZSRR Anatolij Bogdanow Wasilij Borisow Mojsiej Itkis Boris Pierebierin Paweł Pieremotin       |           | Szwajcaria August Hollenstein Max Lenz Kurt Müller Ernst Schmid Erwin Vogt                 |           | Szwecja Uno Berg Holger Erbén Anders Kvissberg Johan Sundberg Agne Wiberg         |           |
| Karabin dowolny, trzy postawy, 300 m                        | Anatolij Bogdanow                                                                             | 1139 pkt. | Wasilij Borisow                                                                            | 1134 pkt. | Vilho Ylönen                                                                      | 1130 pkt. |
| Karabin dowolny, trzy postawy, 300 m, drużynowo             | ZSRR Anatolij Bogdanow Wasilij Borisow Wasilij Gołowin Mojsiej Itkis Władisław Kriszniewski   |           | Finlandia Esa Kervinen Jussi Nordquist Kalevi Parkkari Jorma Taitto Vilho Ylönen           |           | Szwajcaria Robert Bürchler August Hollenstein Edwin Rohr Ernst Schmid Erwin Vogt  |           |
| Karabin dowolny leżąc, 300 m                                | Vilho Ylönen                                                                                  | 393 pkt.  | Anatolij Bogdanow                                                                          | 393 pkt.  | Wasilij Gołowin                                                                   | 393 pkt.  |
| Karabin dowolny klęcząc, 300 m                              | Edwin Rohr                                                                                    | 385 pkt.  | Anatolij Bogdanow                                                                          | 384 pkt.  | Wasilij Borisow                                                                   | 382 pkt.  |
| Karabin dowolny stojąc, 300 m                               | August Hollenstein                                                                            | 371 pkt.  | Wasilij Borisow                                                                            | 370 pkt.  | Anatolij Bogdanow                                                                 | 367 pkt.  |
| Karabin standardowy, trzy postawy, 300 m                    | Ernst Schmid                                                                                  | 531 pkt.  | Iwan Nowożyłow                                                                             | 530 pkt.  | Władisław Kriszniewski                                                            | 530 pkt.  |
| Karabin standardowy, trzy postawy, 300 m, drużynowo         | ZSRR Wasilij Gołowin Władisław Kriszniewski Iwan Nowożyłow Boris Pierebierin Paweł Pieremotin |           | Szwajcaria Robert Bürchler Georg Clavadetscher Emil Grünig August Hollenstein Ernst Schmid |           | Szwecja Holger Erbén Walther Fröstell Anders Kvissberg Olle Ohlsson Gunnar Wahlo  |           |
| Strzelanie z pistoletu                                      |                                                                                               |           |                                                                                            |           |                                                                                   |           |
| Pistolet centralnego zapłonu, 25 m                          | Machmud Umarow                                                                                | 588 pkt.  | Władimir Diemin                                                                            | 584 pkt.  | Lew Wajnsztejn                                                                    | 580 pkt.  |
| Pistolet centralnego zapłonu, 25 m, drużynowo               | ZSRR Władimir Diemin Konstantin Martazow Machmud Umarow Lew Wajnsztejn                        |           | Szwecja Leif Larsson Gustaf Preutz Gunnar Schött Bengt Terling                             |           | Finlandia Väinö Heusala Kaarle Pekkala Leonard Ravilo Kalle Sievänen              |           |
| Pistolet dowolny, 50 m                                      | Anton Jasinski                                                                                | 566 pkt.  | Lew Wajnsztejn                                                                             | 556 pkt.  | Konstantin Martazow                                                               | 553 pkt.  |
| Pistolet dowolny, 50 m, drużynowo                           | ZSRR Władimir Diemin Anton Jasinski Konstantin Martazow Machmud Umarow Lew Wajnsztejn         |           | Szwecja Rune Calmegard Leif Larsson Sture Nordlund Gustaf Preutz Gunnar Schött             |           | Węgry Ambrus Balogh Lajos Börzsönyi Ferenc Décsey Károly Takács Sándor Tölgyesi   |           |
| Pistolet szybkostrzelny, 25 m                               | Jewgienij Czerkasow                                                                           | 587 pkt.  | Wasilij Sorokin                                                                            | 587 pkt.  | Wiktor Nasonow                                                                    | 587 pkt.  |
| Pistolet szybkostrzelny, 25 m, drużynowo                    | ZSRR Jewgienij Czerkasow Nikołaj Kaliniczenko Wiktor Nasonow Wasilij Sorokin                  |           | Finlandia Väinö Heusala Leonard Ravilo Kalle Sievänen Lauri Toikka                         |           | Węgry Lajos Börzsönyi Áladar Dobsa József Gyöngörü Szilárd Kun                    |           |
| Strzelanie do sylwetki jelenia                              |                                                                                               |           |                                                                                            |           |                                                                                   |           |
| Runda pojedyncza do sylwetki jelenia, 100 metrów            | Miklós Kovács                                                                                 | 215 pkt.  | Dmitrij Grigoriszyn                                                                        | 214 pkt.  | Dmitrij Bobrun                                                                    | 213 pkt.  |
| Runda pojedyncza do sylwetki jelenia, 100 metrów, drużynowo | ZSRR Dmitrij Bobrun Dmitrij Grigoriszyn Nikołaj Prosorowski Witalij Romanienko                |           | Węgry József Farkas Ferenc Kégli Miklós Kocsis Miklós Kovács                               |           | Szwecja Olle Andersson Benkt Austrin Åke Bohman Olof Sköldberg                    |           |
| Runda podwójna do sylwetki jelenia, 100 metrów              | Fiodor Puzyr                                                                                  | 206 pkt.  | Witalij Romanienko                                                                         | 205 pkt.  | Åke Bohman                                                                        | 201 pkt.  |
| Runda podwójna do sylwetki jelenia, 100 metrów, drużynowo   | ZSRR Dmitrij Bobrun Nikołaj Prosorowski Fiodor Puzyr Witalij Romanienko                       |           | Rumunia Sorin Cantili Dragan Eni Gheorghe Ghimbășanu Aurel Neagu                           |           | Szwecja Benkt Austrin Åke Bohman Olof Sköldberg ?                                 |           |
| Strzelanie do rzutków                                       |                                                                                               |           |                                                                                            |           |                                                                                   |           |
| Skeet                                                       | Nikołaj Durniew                                                                               | 148 pkt.  | Olle Andersson                                                                             | 146 pkt.  | Boris Antonow                                                                     | 146 pkt.  |
| Trap                                                        | Jurij Nikandrow                                                                               | 291 pkt.  | Evald Christensen                                                                          | 290 pkt.  | Nikołaj Mogilewski                                                                | 288 pkt.  |
| Trap, drużynowo                                             | ZSRR Siergiej Kalinin Nikołaj Mogilewski Jurij Nikandrow Wasilij Sielin                       |           | Węgry Károly Kulin-Nagy Sándor Lumniczer Ede Szomjas József Váry                           |           | Polska Roman Feill Stanisław Popielarski Adam Smelczyński Wandolin Wolny          | 748 pkt.  |

### Kobiety
| Konkurencja                                          | Złoto                                                                      | Wynik     | Srebro                                                                   | Wynik     | Brąz                                                                           | Wynik     |
| Karabin małokalibrowy, trzy postawy, 50 m            | Tamara Łomowa                                                              | 1169 pkt. | Jelena Donska                                                            | 1160 pkt. | Galina Nowodieriewa                                                            | 1157 pkt. |
| Karabin małokalibrowy, trzy postawy, 50 m, drużynowo | ZSRR Jelena Donska Zinajda Kormyszkina Tamara Łomowa Galina Nowodieriewa   |           | Rumunia Felicia Iovănescu Marieta Juverdeanu Iudit Moscu Lia Sârbu       |           | Węgry Anna Budafai Józsefné Hegedüs Lajosné Kisgyörgy Istváné Veress           |           |
| Karabin małokalibrowy leżąc, 50 m                    | Jelena Donska                                                              | 399 pkt.  | Toska Toskowa-Stojewa                                                    | 399 pkt.  | Maj Lindquist                                                                  | 399 pkt.  |
| Karabin małokalibrowy leżąc, 50 m, drużynowo         | ZSRR Jelena Donska Zinajda Kormyszkina Tamara Łomowa Galina Nowodieriewa   |           | Rumunia Paraschiva Elekes Marieta Juverdeanu Iudit Moscu Lia Sârbu       |           | Bułgaria Anka Bojagiewa Jordanka Sawowa Toska Toskowa-Stojewa Stefka Wasiljewa |           |
| Karabin małokalibrowy klęcząc, 50 m                  | Tamara Łomowa                                                              | 396 pkt.  | Felicia Iovănescu                                                        | 393 pkt.  | Zinajda Kormyszkina                                                            | 392 pkt.  |
| Karabin małokalibrowy klęcząc, 50 m, drużynowo       | Rumunia Paraschiva Elekes Felicia Iovănescu Marieta Juverdeanu Iudit Moscu |           | ZSRR Jelena Donska Zinajda Kormyszkina Tamara Łomowa Galina Nowodieriewa |           | Węgry Anna Budafai Józsefné Hegedüs Lajosné Kisgyörgy Istváné Veress           |           |
| Karabin małokalibrowy stojąc, 50 m                   | Tamara Łomowa                                                              | 375 pkt.  | Galina Nowodieriewa                                                      | 375 pkt.  | Anca Ciortea                                                                   | 374 pkt.  |
| Karabin małokalibrowy stojąc, 50 m, drużynowo        | ZSRR Jelena Donska Zinajda Kormyszkina Tamara Łomowa Galina Nowodieriewa   |           | Rumunia Anca Ciortea Felicia Iovănescu Marieta Juverdeanu Lia Sârbu      |           | Węgry Anna Budafai Józsefné Hegedüs Lajosné Kisgyörgy Istváné Veress           |           |

### Juniorzy
W kategoriach juniorskich mężczyźni i kobiety startowali razem. Wyniki w konkurencjach drużynowych są niepełne.
| Konkurencja                                          | Złoto                 | Wynik       | Srebro                                                                | Wynik       | Brąz                                                                  | Wynik       |
| Karabin małokalibrowy, trzy postawy, 50 m            | Anatolij Piechtieriew | 1167 pkt.   | Władimir Łukianczuk                                                   | 1165 pkt.   | Witalij Biełokurow                                                    | 1164 pkt.   |
| Karabin małokalibrowy, trzy postawy, 50 m, drużynowo | Brak danych           | Brak danych | Brak danych                                                           | Brak danych | Rumunia Victor Antonescu Petre Șandor Ion Văcaru Jaqueline Zvonevschi |             |
| Karabin małokalibrowy leżąc, 50 m                    | Jaqueline Zvonevschi  | 400 pkt.    | Anatolij Piechtieriew                                                 | 400 pkt.    | Witalij Biełokurow                                                    | 399 pkt.    |
| Karabin małokalibrowy leżąc, 50 m, drużynowo         | Brak danych           | Brak danych | Rumunia Teodor Ciulu Petre Șandor Ion Văcaru Jaqueline Zvonevschi     |             | Brak danych                                                           | Brak danych |
| Karabin małokalibrowy klęcząc, 50 m                  | Oleg Szczerba         | 397 pkt.    | Anatolij Piechtieriew                                                 | 396 pkt.    | Władimir Łukianczuk                                                   | 395 pkt.    |
| Karabin małokalibrowy klęcząc, 50 m, drużynowo       | Brak danych           | Brak danych | Rumunia Victor Antonescu Petre Șandor Ion Văcaru Jaqueline Zvonevschi |             | Brak danych                                                           | Brak danych |
| Karabin małokalibrowy stojąc, 50 m                   | Josip Ćuk             | 376 pkt.    | Władimir Łukianczuk                                                   | 375 pkt.    | Sándor Berényi                                                        | 374 pkt.    |
| Karabin małokalibrowy stojąc, 50 m, drużynowo        | Brak danych           | Brak danych | Brak danych                                                           | Brak danych | Brak danych                                                           | Brak danych |